# ヒトツヒトツブ
「ヒトツヒトツブ」は、サーターアンダギーの8枚目のシングルで、ラストシングルである。2012年11月21日にポニーキャニオンから発売された。

## 概要
- 前作「YELL （エール）〜輝くためのもの〜/ラフラフ体操」から約4ヵ月後のシングル。初回盤A・B・Cと通常盤の4種の形態で、6thシングル「タカラモノ」の3種を上回る最多の発売形態数。
- 2012年に発売された最後のCDで、同年10月の全国ツアー最終日に「解散を掛けた勝負シングル」として発表された[1]。結果として解散が決定し、本作がラストシングルとなった[2]。
- 表題曲は「失恋ソング」[3]。クリスマスに向けたキャンペーン活動が展開され[2]、音楽サイトで「クリスマス・ソング」と解説されている一方で[4][5]、メンバーは「冬ソングだけど、クリスマスソングではないです」とも解説している[6]。
- ミュージックビデオは発表されていない。
- 前作に続きオリコンベスト10入りを逃しているが、シングル全8作の中で4番目の売上である[7]。

## 収録内容

### 初回盤

#### CD
（A・B・Cすべて収録内容は同じ）
1. ヒトツヒトツブ
  - 作詞：リョータ / waio、作曲：リョータ、編曲：waio
2. December 24
  - 作詞・作曲・編曲：山下和彰
3. ヒトツヒトツブ （カラオケ）
4. December 24 （カラオケ）

#### DVD
（初回盤Aのみ）
- ジャケット撮影&レコーディング密着
- 乾坤一擲ツアー 寝起きドッキリin福岡

### 通常盤

#### CD
1. ヒトツヒトツブ
2. めくるめく
  - 作詞・作曲：平義隆、編曲：内田敏夫
3. ヒトツヒトツブ （カラオケ）
4. めくるめく （カラオケ）

## 特典
- 初回盤A - 握手会参加券、メンバー直筆サイン入りソロ生写真
- 初回盤B - 握手会参加券、2013年卓上カレンダー
- 初回盤C - 握手会参加券、クリスマスカードセット、クリスマスプレゼントキャンペーン応募ハガキ
- 通常盤（初回生産分のみ） - 握手会参加券、トレーディングカード